# The Siege of Rhodes
The Siege of Rhodes (título original en inglés; en español, El asedio de Rodas) es una ópera con libreto del empresario William Davenant. La partitura se debe a cinco compositores, la música vocal es de Henry Lawes, Matthew Locke y el capitán Henry Cooke, y la música instrumental de Charles Coleman y George Hudson. Se considera la primera ópera inglesa.  
La primera parte del Siege of Rhodes se estrenó en un pequeño teatro privado construido en la casa de Davenant Rutland House en 1656. Se tuvo que obtener permiso especial del gobierno puritano de Oliver Cromwell puesto que las interpretaciones teatrales estaban prohibidas y todos los teatros públicos cerrados. Davenant logró obtener permiso llamando a la producción "música recitativa", siendo aún la música algo que la ley permitía. Cuando se publicó en 1656, fue bajo el título equívoco de The siege of Rhodes made a representation by the art of prospective in scenes, and the story sung in recitative musick, at the back part of Rutland-House in the upper end of Aldersgate-Street, London ("El asedio de Rodas hecha una representación por el arte de la perspectiva en escenas, y la historia cantada en música recitada, en la parte trasera de Rutland-House en la parte superior de la calle Aldersgate, Londres"). La reedición de 1659 da la ubicación at the Cock-pit in Drury Lane, un teatro bien conocido frecuentado por Samuel Pepys después de la Restauración (1660).  La producción de Rutland House también incluyó a la primera actriz profesional de Inglaterra, la señora Coleman.
La parte 2 del Siege of Rhodes le siguió en 1657–59 y se publicó en 1663.
La trama se basaba en el asedio de 1522 de Rodas, cuando la isla fue asediada por la flota otomana de Solimán el Magnífico. La partitura de la ópera se cree que se perdió. Sin embargo, los esbozos originales de John Webb para los escenarios, ellos mismos una innovación en la época, sí que se conservan.